# 차부일
차부일(車芙一, 1999년 9월 2일 ~ )은 대한민국의 바둑 기사이다.

## 약력
경북 포항 출신으로 이성호 바둑교실에서 강만우 사범의 지도를 받았다. 2014년 11월에 경북 지역 연구생으로 선발되어 프로 바둑 입단을 준비했고, 2015년과 2016년 경북일보가 주최하는 경북학생바둑대회 최강부에 출전에 2년 연속 준우승을 차지했다. 또한 2015년 세계청소년바둑대축제 세계청소년부에서 1위를 차지했다. 2016년 12월 제17회 지역연구생 입단대회에서 강유승을 꺾고 입단했다.